# Hans Dieter Klein
Hans Dieter Klein (* 1951 in Wolfratshausen) ist ein deutscher Fotograf und Science-Fiction-Autor.

## Leben
Der 1951 im bayrischen Wolfratshausen geborene Hans Dieter Klein lebt und arbeitet in München. Klein studierte zunächst Luft- und Raumfahrttechnik. Im Anschluss an sein Studium wurde Klein 1979 an der Bayrischen Staatslehranstalt für Photographie aufgenommen. 1981 schloss er das Studium der Fotografie ab und arbeitete zwei Jahre als Assistent verschiedener Fotografen, bis er 1983 schließlich sein eigenes Fotostudio, „Studio Eins GmbH“, in München eröffnete.
1990 beschloss Klein nach der Lektüre eines Science-Fiction-Romans, dass er selbst gerne Geschichten schreiben möchte – sieben Jahre später veröffentlichte er mit Googol seinen ersten Roman im Heyne Verlag. Es folgten Phainomenom 2003 und Googolplex 2006, 2013 Drake. 2018 veröffentlichte Klein Divine.
Für seine ersten beiden Werke wurde Klein für den Kurd-Laßwitz-Preis nominiert.